# Rhabdoblatta doleschali
Rhabdoblatta doleschali är en kackerlacksart som först beskrevs av Brunner von Wattenwyl 1865.  Rhabdoblatta doleschali ingår i släktet Rhabdoblatta och familjen jättekackerlackor. Inga underarter finns listade i Catalogue of Life.